# محمد رفعت تفاحة
محمد رفعت تفاحة الحسيني، ممثل فلسطين في المؤتمر الإسلامي والمجلس الإسلامي الأعلى، وهو كذلك آخر نقباء بني هاشم في نابلس، تولى منصب النقابة في نابلس سنة 1315هـ/1897 حتى توفي سنة 1359هـ/1940 فكان آخر نقباء بني هاشم في نابلس والده هو السيد محمد أحمد تفاحة الحسيني و قد كان أول رئيس لبلدية نابلس وقائم مقام مدينة جنين سابقا.

## نشأته
ولد سنة 1860 في مدينة نابلس في فلسطين، وعمد إلى دراسة القران والحديث منذ صغره.